# Smeringopus peregrinus
Smeringopus peregrinus är en spindelart som beskrevs av Embrik Strand 1906. Smeringopus peregrinus ingår i släktet Smeringopus och familjen dallerspindlar. Inga underarter finns listade i Catalogue of Life.